# 척 팔라닉

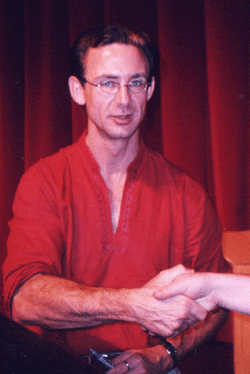
척 팔라닉

척 팔라닉(Chuck Palahniuk, 1962년 2월 21일 ~ )은 미국의 소설가로, 《파이트 클럽》으로 잘 알려져 있다.